# Magical Mystery Tour (film)

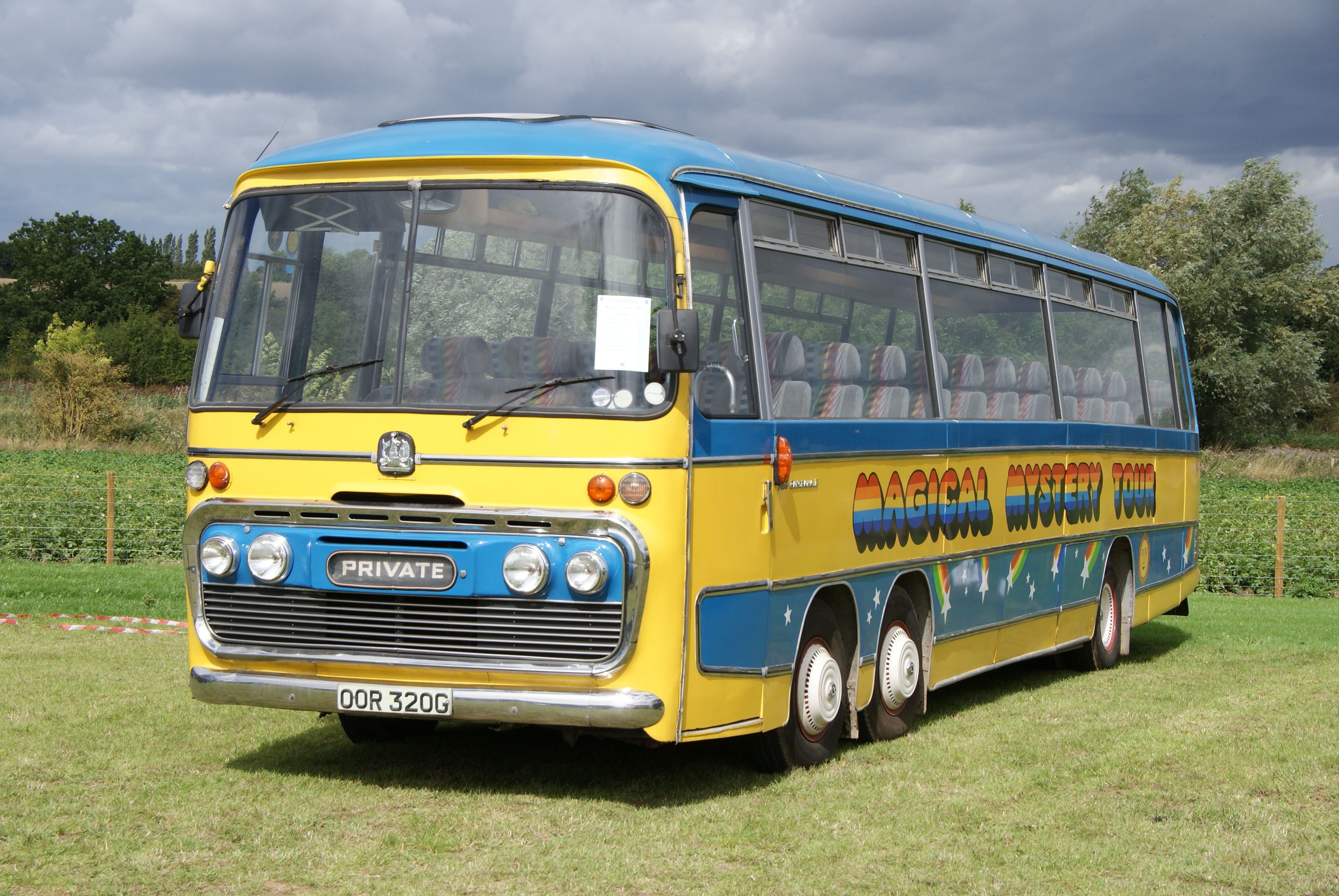
Autobus, který hrál ve snímku ústřední roli

Magical Mystery Tour  je britský hudební film z roku 1967, který debutově napsala a režírovala kapela The Beatles. Hlavním iniciátorem a kreativním tahounem projektu byl Paul McCartney. Zatímco film pro svou nesoudržnost a nepochopitelnost propadl u kritiky i u diváků, doprovodný soundtrack z dílny Beatles, vydaný jako dvojité EP, resp. LP (v USA), dosáhl velkého úspěchu a patří k tomu nejlepšímu ze soudobé populární hudby. Ve filmu kromě samotných Beatles (kteří hrají každý více rolí, včetně sebe sama) účinkuje také komicko-rocková kapela Bonzo Dog Doo-Dah Band nebo Victor Spinetti, který hrál i v obou předešlých beatlovských filmech.

## Hrají
- John Lennon (John Lennon, cestující, prodavač lístků, kouzelník s kávou, vypravěč) - hlavní role
- Paul McCartney (Paul McCartney, cestující, Major McCartney, nosní kouzelník) - hlavní role
- George Harrison (George Harrison, cestující, kouzelník s dalekohledem) - hlavní role
- Ringo Starr (Ringo Starr, cestující, mnohomluvný kouzelník) – hlavní role
- Vivian Stanshall (člen v kapele Bonzo Dog Doo-Dah Band)
- Neil Innes (člen v kapele Bonzo Dog Doo-Dah Band)
- Roger Ruskin Spear (člen v kapele Bonzo Dog Doo-Dah Band)
- 'Legs' Larry Smith (člen v kapele Bonzo Dog Doo-Dah Band)
- Sam Spoons (člen v kapele Bonzo Dog Doo-Dah Band)
- Rodney Slater (člen v kapele Bonzo Dog Doo-Dah Band)
- George Claydon (malý fotograf George)
- Mal Evans (kouzelník stojící v rohu)
- Ivor Cutler (Buster Bloodvessel)
- Jessie Robins (Ringova tetička)
- Victor Spinetti (armádní seržant)
- Nichola Nichol (malá holka)
- Magic Alex (Magic Alex)

## Písně ve filmu
Autorem je dvojice Lennon/McCartney, není-li uvedeno jinak.
- Magical Mystery Tour
- The Fool On The Hill
- Flying (The Beatles)
- Blue Jay Way (Harrison)
- Your Mother Should Know
- I Am The Walrus
- Hello Goodbye
- Death Cab For Cutie (Stanshall, Innes)
- All My Loving
- She Loves You